# Coleophora gredosella
Coleophora gredosella é uma espécie de mariposa do gênero Coleophora pertencente à família Coleophoridae.